# Borago longifolia
Borago longifolia, jedna od pet priznatih vrsta iz roda Oštrolista (Borago), porodica Boraginaceae. Raste u Tunisu i Alžiru. Opisao ju je 1789. godine francuski svećenik, botaničar i istraživač Jean Louis Marie Poiret.